# 金曜ワラッター!
金曜ワラッター!（きんようワラッター!、Kinyou Waratter）は、1991年4月〜2000年9月まで、青森放送（RAB）ラジオで放送されていたラジオ番組。ここでは同時期に放送された木曜ワラッター!（もくようワラッター!、Mokuyou Waratter）および、後番組のワラッター!SUPER（ワラッター!スーパー、Waratter Super）についても記述する。

## 歴史・概要

### 木曜・金曜ワラッター!
1991年4月、金曜ワラッター！放送開始。
青森放送としては初の、自社製作による夜の生放送ワイド番組となる。

番組タイトルの由来は、ラジオのプロ野球ナイター中継が終わってからの放送だったので、「ナイター（泣いた）のあとはワラッター（笑った）」という意味でこのタイトルがつけられた。

放送時間は、ナイター終了後（オフの場合は19:30～）日付をまたいで1:00（一時期0:50）まで放送していた。

中高生を中心に絶大な人気を得た為、1992年4月からは木曜日に「木曜ワラッター!」の放送も開始された。

電話でメッセージを受け付けていたが、電話が殺到して込み合い、かかりにくい事が多々あった。

1995年4月にスタートのテレビ情報番組、「出会いふれあい生テレビ!」の木・金のキャスターに橋本が抜擢され、ワラッターから離れる事となり、これがワラッターの大幅リニューアルするきっかけとなった。

1995年3月末で放送開始当初からのメンバーがほぼ降板、木曜ワラッター!終了。ここで事実上の番組終了としており、4月以降は同一タイトルの別番組という位置付けになっている。後に橋本が土曜ワラッター内にて、自身が関わってないワラッターを「裏ワラッター」と発言をしている。

### 金曜ワラッター!Mote2大放送
1995年4月放送開始。

番組名に「Mote2大放送」（モテモテだいほうそう）というサブタイトル〔Mote Mote 大放送という表記もあり〕が新たに追加された。

1995年3月末でレギュラーメンバーがほぼ降板し、木曜ワラッター!が終了。夏目・田村の両アナウンサーコンビになった番組は、内容が大きく変化した。

リスナー層も様変わりして、それまでの中高生中心から大人世代にも聞かれるようになったのはこの頃からである。

1996年4月からはニッポン放送の「マル金チャレンジランド」をネットすることになり0:30までに放送時間を短縮。更に1997年10月改編では翌11月から文化放送の「MEGA MAX」をネットする事になったため放送時間が0:00迄となり日付を跨がなくなった。

1998年10月に1回限りではあるが、当時普及し始めたばかりのインターネット回線を使用して、スタジオの様子を動画の生配信を行った。

### ワラッター!SUPER
2000年10月に青森放送がニッポン放送のallnightnippon SUPER!をネットすることになったため、平日に放送枠を設けることができなくなり、土曜日に移動。タイトルも「ワラッター!SUPER」となった。SUPERとタイトルについたものの、ナイターオフやナイターの早終了時は21:00からのスタートで2時間25分、ニッポン放送の「福山雅治のオールナイトニッポンサタデースペシャル・魂のラジオ」が23:30からある関係でナイターシーズンにナイター延長（最大22:00まで延長）があると放送時間が最短で1時間25分となり、実質縮小となった。
そのワラッター!SUPERも2002年3月に終了。終了後ワラッター!SUPER時代にパーソナリティーを務めた青山アナと亀井アナでうたラジが開始。

### ワラッター!SUPER終了後
2003年10月に青森放送開局50周年記念特別番組として、「金曜ワラッター!2003」として一夜だけの復活を遂げ、放送開始当初のメンバーが8年ぶりに登場。翌年2004年10月にも木曜ワラッター!が一夜だけの復活を遂げて、「木曜ワラッター!2004」というタイトルで放送された。

### 土曜ワラッター!
2006年10月から「土曜ワラッター!」として復活し2016年3月まで放送。
橋本康成・水戸華之介の初期のパーソナリティに加え、オールナイトニッポン水曜1部のパーソナリティを担当した経験があるスキップカウズの今泉泰幸や、長年RABの多くの番組でリポーターなどを務めてきた野坂真理が新メンバーとして加入し、パーソナリティをつとめている。
2007年10月からは日付こそ跨がないものの、ナイターオフ期間中の放送時間が5時間25分となり、ワラッター初期とほぼ同じ放送時間となった。
その一方で、RABラジオでは2010年度から土曜日・日曜日にナイター中継を編成しなくなったため、番組名の由来になった『ナイター中継のあとに放送』が無くなった。
土曜ワラッター!終了後の2019年11月29日18:30 - 22:30には、青森放送公式ホームページでの生配信番組として「金曜ワラッター!2019」が配信された。

### 番組の特徴
- 初期（1991年4月 - 1995年3月、ディレクター - 橋本康成）
  - 橋本時代はリスナーには中高生が圧倒的に多く、20代以降のリスナーはあまりいなかった。
  - 放送時間が遅い事もあり小学生はお断りという独自ルールが存在して、メッセージを送っても放送では読まなかった。
  - 親近感を出すため東京のラジオ番組のようにリスナーのラジオネームに敬称をつけずに進行していた。
  - 選曲はメジャーな物はかけず、ほぼマイナーなものが多かった。
  - 田村啓美や番組のスタッフに、橋本が作ったオリジナル曲を作って歌わせた。これは2006年10月に復活した「土曜ワラッター!」にも受け継がれた。
  - ラジオカーに「流星号」という名前を付け、夜の街にパレードと称して繰り出しリスナーと交流した。多い時には1回のパレードで200人以上のリスナーと触れ合った事がある。

- 中期〜後期（1995年4月 - 2000年9月、ディレクター - 小山田文泰：2016年4月現在テレビ制作部長）
  - 小山田時代は中高生のみならず20代〜40代にも聴かれるようになり、リスナーの幅が広がった。そのためか少しではあるがリスナーに敬称もつけるようになった。番組タイトルこそ「金曜ワラッター」を名乗っているが、全く別の番組という位置付けの為、番組の内容は橋本時代の内容を完全に払拭した形になっている。
  - まだまだ選曲にはマイナーなものが多い。
  - ブレイク直前のT.M.Revolutionがゲストに来たり、ラジオドラマの「アオモレンジャー」をスタートさせた他、1998年からは底ぬけAIR-LINEが番組レギュラーに加わった事により、お笑い要素が強まった事もあって、新たなリスナー層を開拓した。大水洋介（ラバーガール）は底ぬけAIR-LINE時代にハガキ職人として活躍した[2]。

- 末期（ワラッター!SUPER時代）
  - 時間移動・青山アナウンサー就任後は音楽もほぼ有名なものがかかるようになり、番組のオリジナルさがほぼなくなってしまった。最終回を前に12時間通しで弘前市で公開生放送を行った（放送されたのは番組の枠内）。その後うたラジに引きつがれるカラオケコーナーが出てきたのはこの頃。

## パーソナリティー

### 1991年4月（開始）〜1995年3月
- 橋本康成（アナウンサー→後にディレクターに転向）。
- 水戸華之介（ロックバンド・アンジーの元ボーカル）
- 夏目浩光（番組内では「ガチョウ兄さん」という愛称）
- 田村啓美（番組内では「ハッショリーナ・チチクリリ」という愛称）
- 正木慎也（ジャニーズ事務所所属のグループ・忍者のメンバー）

（正木が出演するコーナーは一つの番組として全国にネットされたこともある。）
- 三ツ谷鮎子（番組内ではミス・テリーの名で出演、番組の初代アシスタント）[3]
- 浜地たけし(歌手)
- 八反田理子（振付師、宮藤官九郎の妻）
- 高畑俊太郎
- 中村美樹子（ロックバンド・さくらさくらのギターリスト）
- 川上次郎（ロックバンド・KUSU KUSUのボーカル）
- 原島宏和（スマイリー原島)
- BLUE BOY（ロックバンド）

他アーティストゲスト

### Mote2大放送〜SUPER時代

#### 1995年4月〜1999年9月
- 夏目浩光
- 田村啓美
- 中村美樹子（ロックバンドさくらさくらのギターリスト）
- 今野久美（ロックバンドクリプトンのボーカル）
- 堂島孝平（1996年～）
- 底ぬけAIR-LINE（お笑いコンビ 1998年4月～）
- 中田有紀（田村が休みの時、代役で出演）

他アーティストゲスト

#### 1999年10月〜2001年3月
- 夏目浩光
- 亀井薫（番組内では「かめきち」という愛称）
- 田村啓美（亀井アナ登場後も引き継ぎの為、1ヶ月間担当）
- 今野久美
- 底ぬけAIR-LINE

#### 2001年4月〜2002年3月（終了）
- 青山英次
- 亀井薫
- 底ぬけAIR-LINE
- 鈴木崇（歌手）

## それゆけどんだんずTHEエンターテイメント
午後11:30分から行われていたコーナー枠。金曜のみ日清食品提供。番組後期では「Mote2エンターテイメント」に改題。
- びっくりランキング（金曜）※土曜ワラッターで復活、一つのテーマを元に寄せられたリスナーからのメッセージを紹介。
- 今週のどんだんず（金曜）

- 木曜川柳～そこはかとなきあなかま～（木曜）
- ひみつにしてね（木曜、-1994年9月）
- 白状日記～それはあっしです。（木曜、1994年10月-1994年11月）
- 夜の詩人たち（木曜、1994年10月-）
  - 橋本康成が、謎の詩人篤史（俳優の渡辺篤史のモノマネ）に扮して、リスナーからの詩を紹介するコーナー。
  - そもそもは1994年10月から午前0:00分の枠で始まったが、謎の詩人篤史とリスナーからの摩訶不思議な詩が人気を博し、不評だった白状日記～を打ち切り、どんだんずTHEエンターテイメント枠に昇格させた。
  - Mote2時代でも継続して、どんだんずTHEエンターテイメント内の今週のどんだんずに変わるメインコーナーとして放送した。Mote2時代は田村啓美がメインで担当、詩人ヌアンダを名乗っていた。

- エースを狙えハガキバトル（Mote2時代）
  - 毎週お題を出して、そのお題に対してリスナーがハガキでネタを投稿し、そのハガキをトランプのカードに見立て、夏目がディーラー（胴元）となり、寄せられたネタハガキを各パーソナリティに配り、パーソナリティがプレイヤーとなってネタの面白さを競い合い戦う。このコーナーが後に「古今東西略してonew」の元となる。

- 古今東西略してonew（Mote2、SUPER時代）

## 他のコーナー
- ワラッター！アテンションニューリリース（木曜・金曜）
- ひとつ積んだらパンパカパーン！（木曜・金曜、-1994年9月）
- いくつ積んだらパンパカパーン！（木曜・金曜、1994年10月-1995年3月）
- ゲストスクランブル（木曜・金曜）[4]
- ダジャレ王決定戦
- 大スターボーリング（木曜）
- ハガキでポン！（木曜・金曜）
- あいつが噂のアムゼな奴（木曜）
- ドクターパンチの東京有名人連れ込み電話（木曜）
- 主婦の為のワラッター過ちは媚薬（金曜）
- みちのくプロレス爆裂情報そんなルチャな！？（金曜、Mote2時代も継続）
- ミュージックバズーガ（Mote2時代）
- クイズハッピーアイスクリーム（Mote2時代）
- クイズIQ96（Mote2時代）[5]
- 弘前ビブレホビー館クイズコールミーナウ（Mote2時代）
- クイズ掻着茶音（Mote2時代）
- Weekly パピヨン（Mote2時代）
- 県立戦隊アオモレンジャー
  - Mote2時代にはじまったラジオドラマ。青森県を救うために立ち上がったヒーローが他県からの刺客を相手に戦う。番組出演者や番組の電話オペレータ・RABのアナウンサー・パーソナリティ、さらには作者の家族も出演していた。外伝をはさんだ2部構成に分かれており、第1部は東北･北海道編、第2部は関東編となっている。大抵の敵役は伊奈かっぺいが演じていた。なお、アオモレンジャーの衣装も存在しており、スタッフがそれを着て番組内で披露した（勿論ラジオなので実際に見る事は出来なかった）。
- アマバンCRAZY（Mote2時代）
  - 青森県内のアマチュアバンドを紹介する。本格的に音楽活動をしているバンドの他に、コミックソング系、替え歌などのお笑い要素を含んだバンドもしくは個人、ユニット等は「CRAZY（アマバンCRAZY第二部）」として紹介。その中のお笑い要素だけが引き継がれ、番組後期になると底抜けエアラインが「お笑いエッグCRAZY」として、リスナーから送られたお笑いのテープを紹介していた。
- 上柳昌彦花の係長!（ニッポン放送）

## 番組内のBGMについて
- 木曜・金曜時代の番組オープニング曲に東京ブラボーの「エレキでスイム」が使われていた。
  - 尚、2003年と2004年の一夜だけの復活版にもこの曲が使われた。
- 木曜時代「あいつが噂のアムゼな奴」のBGMは、獣神サンダーライガーの入場テーマ曲弘妃由美の「怒りの獣神」が使われた。